# 14164 Генніґар
14164 Генніґар (14164 Hennigar) — астероїд головного поясу, відкритий 15 жовтня 1998 року.
Тіссеранів параметр щодо Юпітера — 3,271.